# Bastida de’ Dossi
Bastida de’ Dossi (lombardisch: Bastìa) ist eine Fraktion der italienischen Gemeinde (comune) Cornale e Bastida in der Provinz Pavia, Region Lombardei.

## Geografie
Bastida de’ Dossi liegt etwa 24 Kilometer südwestlich von Pavia etwas südlich des Po in der Oltrepò Pavese und gehört zur Comunità Montana Oltrepò Pavese. Der Ort liegt auf einer Höhe von 77 m.l.s.m.

## Geschichte
Erstmals dokumentiert wurde der Ort 1431 als Loco Dossorum sive Gazzi. Bastida de’ Dossi war bis Januar 2014 eine eigenständige Gemeinde und schloss sich am 4. Februar 2014 mit der Nachbargemeinde Cornale zur neuen Gemeinde Cornale e Bastida zusammen.
Nachbargemeinden waren Casei Gerola, Corana, Cornale, Mezzana Bigli, Sannazzaro de’ Burgondi und Silvano Pietra.

## Sehenswürdigkeiten
Die Kirche San Giovanni Battista (auch San Giovanni Battista e Santi Mauro, Benedetto e Scolastica) entstand im 16. Jahrhundert und gehört zum Bistum Tortona.

## Bilder

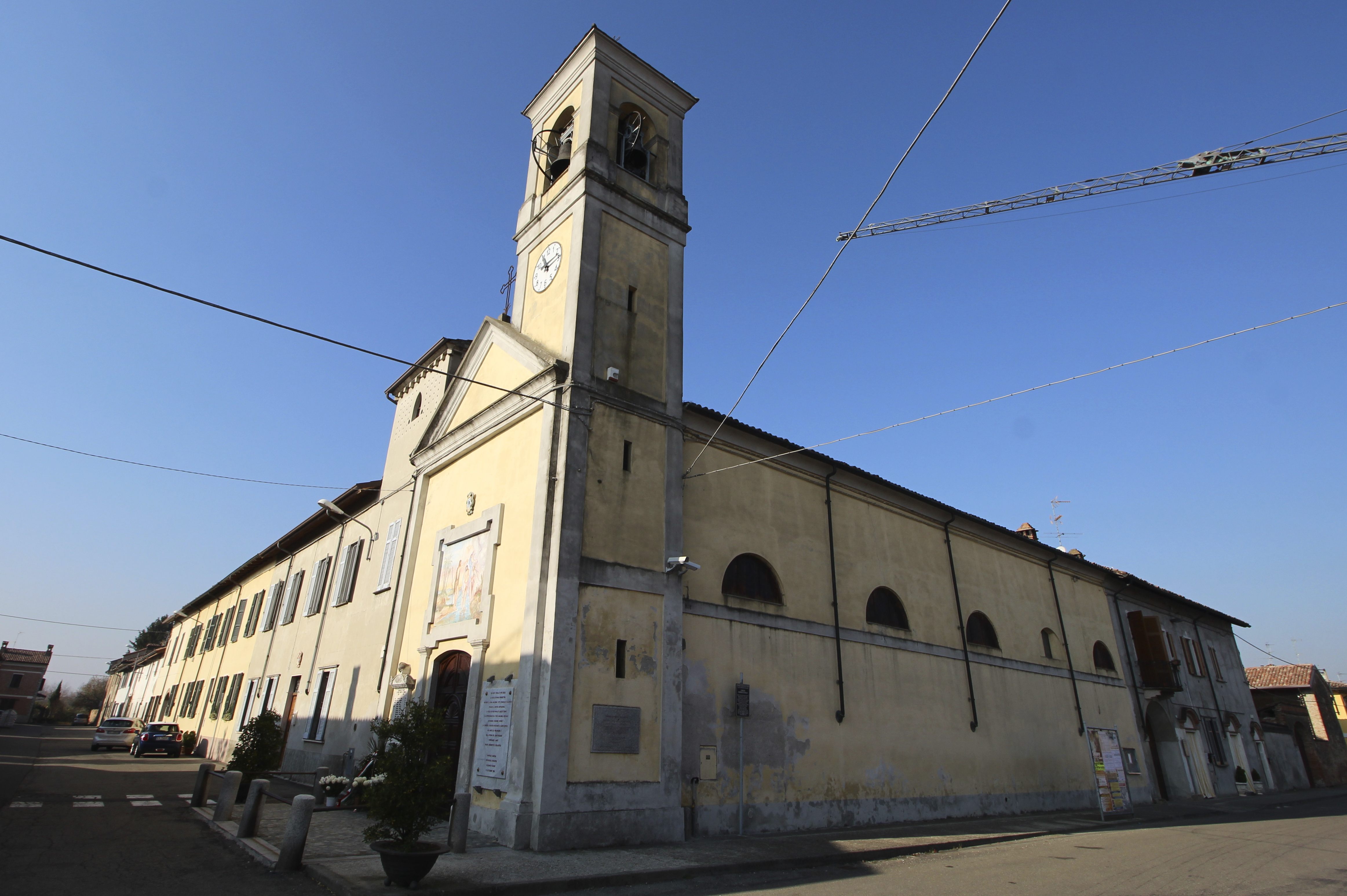
Die Kirche San Giovanni Battista
Das Wappen der ehemaligen Gemeinde